# خانه‌های بریم شماره ۲۴۳
خانه‌های بریم شماره ۲۴۳ مربوط به دوره پهلوی دوم است و در آبادان، منطقه مسکونی بریم، پلاک ۲۴۳ واقع شده و این اثر در تاریخ ۱۲ شهریور ۱۳۸۶ با شمارهٔ ثبت ۱۹۴۷۴ به‌عنوان یکی از آثار ملی ایران به ثبت رسیده است.